# Maytenus matudae
Maytenus matudae är en benvedsväxtart som beskrevs av Lundell. Maytenus matudae ingår i släktet Maytenus och familjen Celastraceae. Inga underarter finns listade.